# Enézy
Enézy, est une petite île du golfe du Morbihan appartenant au domaine maritime.

## Toponymie
Page 14 du magazine municipal de Saint-Armel N°93, de décembre 2011, Concernant la Toponymie de Enezy, on peut lire :

« Les Armelois ne l’appellent pas par son nom mais disent « Lesinis » (comment l’écrire car il s’agit d’un terme parlé) lorsqu’ils font référence à ce lieu. En breton le mot île se dit « enez » mais en vannetais « inis » (proche du Gallois « ynys »). »

## Protection
Enézy fait l'objet d'un arrêté préfectoral de protection de biotope (APPB) qui vise la préservation de biotopes variés, indispensables à la survie d’espèces protégées spécifiques, depuis le 12 janvier 1982.
L'accostage est généralement interdit du 15 avril au 31 août

## Référence
1. ↑   [PDF] [www.mairie-saint-armel.fr/cities/236/.../20vs5rqkpy5e9jq.pdf Bulletin Municipal Saint-Armel, Décembre 2011 (Sources : noms de lieux de Bretagne. Jean Yves Le Moing. Éditions Bonneton)]
2. ↑  Les îles et îlots, des espaces réglementés
3. ↑  Arrêté de préfectoral de protection de biotope
4. ↑  SECURITE DES BAIGNADES ET DES ACTIVITES NAUTIQUES